# Joris Keizer
Joris Keizer (Hengelo, 26 de enero de 1979) es un deportista neerlandés que compitió en natación.
Ganó una medalla de bronce en el Campeonato Mundial de Natación en Piscina Corta de 1999, en la prueba de 50 m mariposa. Participó en dos Juegos Olímpicos de Verano, en los años 2000 y 2004, ocupando el cuarto lugar en Sídney 2000, en la prueba de 4 × 100 m estilos.

## Palmarés internacional
| Campeonato Mundial en Piscina Corta | Campeonato Mundial en Piscina Corta | Campeonato Mundial en Piscina Corta | Campeonato Mundial en Piscina Corta |
| Año                                 | Lugar                               | Medalla                             | Prueba                              |
| ----------------------------------- | ----------------------------------- | ----------------------------------- | ----------------------------------- |
| 1999                                | Hong Kong (China)                   | Medalla de bronce                   | 50 m mariposa                       |